# Фалшификаторите
Вижте пояснителната страница за други значения на Фалшификаторите.
„Фалшификаторите“ (на френски: Les Faux-monnayeurs) е роман на френския писател Андре Жид, публикуван за пръв път през 1925 година в списание „Нувел Ревю Франсез“.
Книгата представя множество персонажи и пресичащи се сюжетни линии, като нейна основна тема са оригиналът и копието и това, което ги отличава – както във външния сюжет за фалшифицираните златни монети, така и по отношение на чувствата и взаимоотношенията между героите. С използваните иновативни стилистични похвати романът е смятан за един от предшествениците на течението Нов роман.
„Фалшификаторите“ е издаден на български език през 1997 година в превод на Иво Христов.